# 64

## Події
- Консули Гай Леканий Басс і Марк Ліциній Красс Фругі.
- Нерон вперше виступив у театрі в Неаполі. Початок грандіозного будівництва в Римі.
- 18 липня — В Римі здійнялась «Велика пожежа», яка не вщухала протягом тижня і знищила практично увесь (10 з 14 кварталів) Рим (згорів навіть імператорський палац).
- Гоніння на християн, звинувачених у підпалі Риму
- Був розп'ятий Апостол Святий Петро
- 64-66 — Намісник Юдеї Гессій Флор.
- Взяття кушанами міста Таксила.
- Нерон скасовує Понтійське царство, і приєднує його до Римської імперії.

## Народились
- Флавія Юлія Тіті (*Flavia Julia Titi, 13 вересня 64 —91) — матрона часів ранньої Римської імперії.

## Померли
- Децим Юній Сілан Торкват (лат. Decimus Iunius Silanus Torquatus, *20) — політичний діяч ранньої Римської імперії.